# Les Nuits révolutionnaires

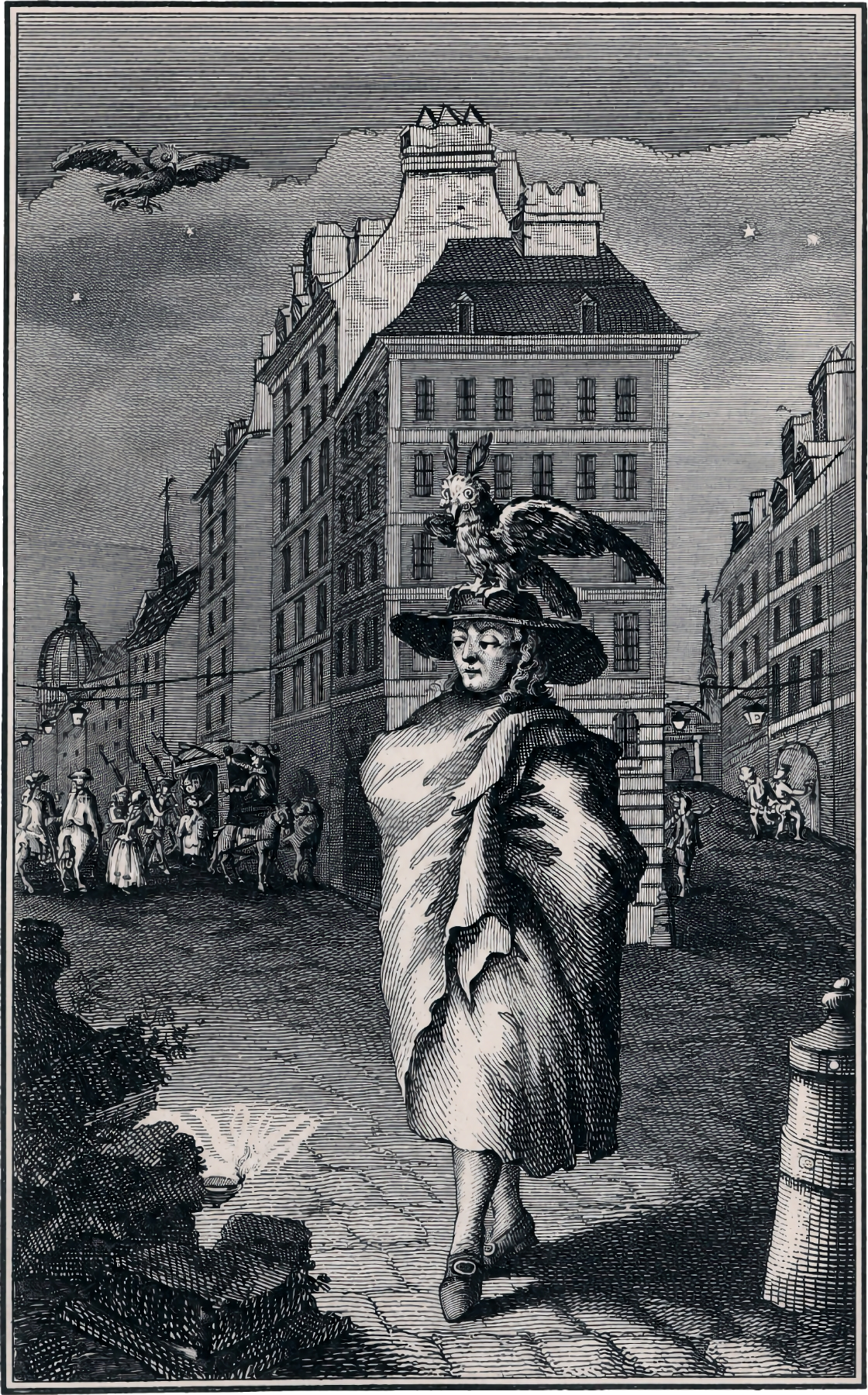
Illustration des Nuits de Paris (1788), dessinée et gravée par Moreau le Jeune.

Les Nuits révolutionnaires est une mini-série française en sept épisodes d'une heure, créée par Charles Brabant d'après le roman Les Nuits de Paris de Nicolas Restif de la Bretonne. Cette coproduction des chaînes FR3 et La Sept et de Philippe Dussart est diffusée à partir de juin 1989, dans le cadre du bicentenaire de la Révolution française.

## Synopsis
Au XVIIIe siècle, Nicolas Restif de la Bretonne écrit l'histoire, si mêlée avec sa propre imagination que la différence entre la réalité et la fiction est souvent indiscernable. Il fut surnommé « le Hibou », parce que c'était son habitude de parcourir la nuit les rues de Paris. Les Nuits Révolutionnaires, sur la base des Nuits de Paris, se déroulent dans la période 1789-1793 et, plutôt que de donner une description des faits historiques de ces années, rapportent la vie du monde nocturne de Paris. Elles font apparaître d'autres personnages qui ensorcelaient les ombres et, parmi eux, les prostituées, l'homme aveugle et l'allumeur de réverbères.

## Distribution
- Michel Aumont : Restif de La Bretonne
- Jean-Pierre Lorit : Malivert
- Xavier de Guillebon : Saint-Florent
- Christophe Brault : Dorival
- Laura Manszky : Joséphine
- Sophie Bouilloux : Marion
- Sylvain Lemarié : Jacques
- Michel Bouquet : Vilain, l'usurier
- Maria Casarès : « la Murène », la maquerelle
- Michel Robin : l'allumeur de réverbères
- Paul Crauchet : l'aveugle
- Isabelle Gélinas : Agnès / Julie
- Guillaume de Tonquédec : François
- Marc Eyraud : Mérigot, le libraire
- Gérard Desarthe : Renaud de la Grimière
- Patrice Alexsandre : l'élégant
- Yvan Dautin : le camelot
- Daniel Mesguich : l'homme inconnu
- Bernard Fresson : « le Taureau » (Danton)
- Jean-Pierre Bouvier
- Stéphane Bierry
- Céline Ertaud
- Claude Brosset
- Maria de Medeiros
- Valérie Karsenti

## Épisodes
| No                                                        | Titre                     | Diffusion sur La Sept | Diffusion sur FR3 |
| --------------------------------------------------------- | ------------------------- | --------------------- | ----------------- |
| 1                                                         | Le Spectateur nocturne    | juin 1989             | 5 octobre 1989    |
|                                                           |                           |                       |                   |
| 2                                                         | Les deux n'en font qu'une |                       | 5 octobre 1989    |
|                                                           |                           |                       |                   |
| 3                                                         | La Fête glorieuse         |                       | 6 octobre 1989    |
|                                                           |                           |                       |                   |
| 4                                                         | La Jeune Fille assassinée |                       | 13 octobre 1989   |
|                                                           |                           |                       |                   |
| 5                                                         | La Chute                  |                       | 20 octobre 1989   |
| Nuits du 9 au 10 août et du 10 au 11 août 1792            |                           |                       |                   |
| 6                                                         | La Mort d'un père         |                       | 27 octobre 1989   |
|                                                           |                           |                       |                   |
| 7                                                         | La Part de l'ombre        |                       | 3 novembre 1989   |
| Nuits du 31 mai au 1er juin 1793 et du 1er au 2 juin 1793 |                           |                       |                   |